# Festiwal Kultury Żydowskiej w Krakowie

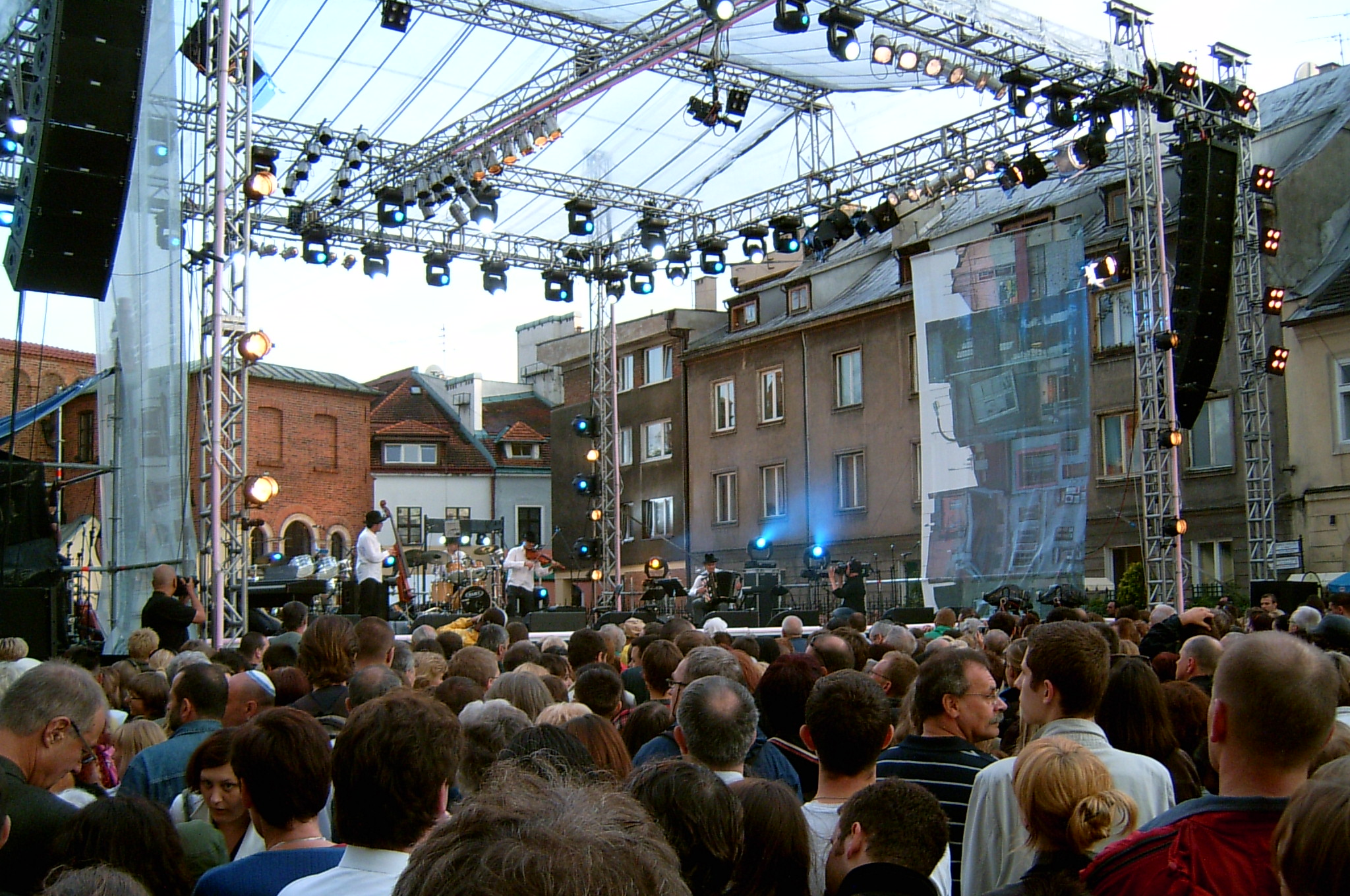
„Szalom na ul. Szerokiej”, finałowy koncert Festiwalu Kultury Żydowskiej w 2007 roku

Festiwal Kultury Żydowskiej – impreza kulturalna odbywająca się od 1988 roku w Krakowie, na Kazimierzu. Jej celem jest popularyzacja kultury żydowskiej. Jego inicjatorami byli Janusz Makuch i Krzysztof Gierat.
Jeden z największych i najstarszych tego typu festiwali na świecie. Prezentuje współczesną kulturę żydowską tworzoną w Izraelu i całej Diasporze, w tym w Polsce. Każda edycja festiwalu to ponad 200 wydarzeń – koncertów, wykładów, dyskusji, zwiedzeń, happeningów i warsztatów, które dają każdemu z niemalże 30 000 uczestników możliwość nie tylko obserwowania, ale też osobistego przeżycia i doświadczenia kultury żydowskiej. 
Pierwsza edycja Festiwalu odbyła się w 1988 roku, a jej program skupiony był wokół sesji naukowej poświęconej spotkaniu kultur – polskiej i żydowskiej. Niewielka wówczas impreza rozrosła się z biegiem lat, stając się okazją do spotkania sympatyków kultury żydowskiej z całego świata. 
Najbardziej znanym wydarzeniem krakowskiego Festiwalu Kultury Żydowskiej stał się koncert „Szalom na Szerokiej” – 7-godzinna prezentacja muzyki żydowskiej z całego świata. To unikatowe w skali świata wydarzenie jest jednym z najważniejszych koncertów plenerowych w Krakowie. Sam festiwal stał się również jednym z najważniejszych wydarzeń kulturalnych miasta, jednym z najbardziej znanych polskich wydarzeń kulturalnych na całym świecie. 
Od 2009 roku większość koncertów jest transmitowana na żywo w internecie, a TVP2 prowadzi retransmisje części koncertu „Szalom na Szerokiej”.